# 兵庫県道406号田口福田線
兵庫県道406号田口福田線（ひょうごけんどう406ごう たぐちふくだせん）は、兵庫県神崎郡福崎町を通る一般県道である。

## 概要
神崎郡福崎町田口から神崎郡福崎町福田に至る。

### 路線データ
- 起点：神崎郡福崎町田口
- 終点：神崎郡福崎町福田（兵庫県道405号甘地福崎線交点）
- 総延長：5.982 km

## 路線状況

### 重複区間
- 兵庫県道407号前之庄市川線（神崎郡福崎町高岡 - 福崎町高岡・長野橋北詰交差点）

### 道路施設

#### 橋梁
- 金剛橋（七種川、神崎郡福崎町）

## 地理

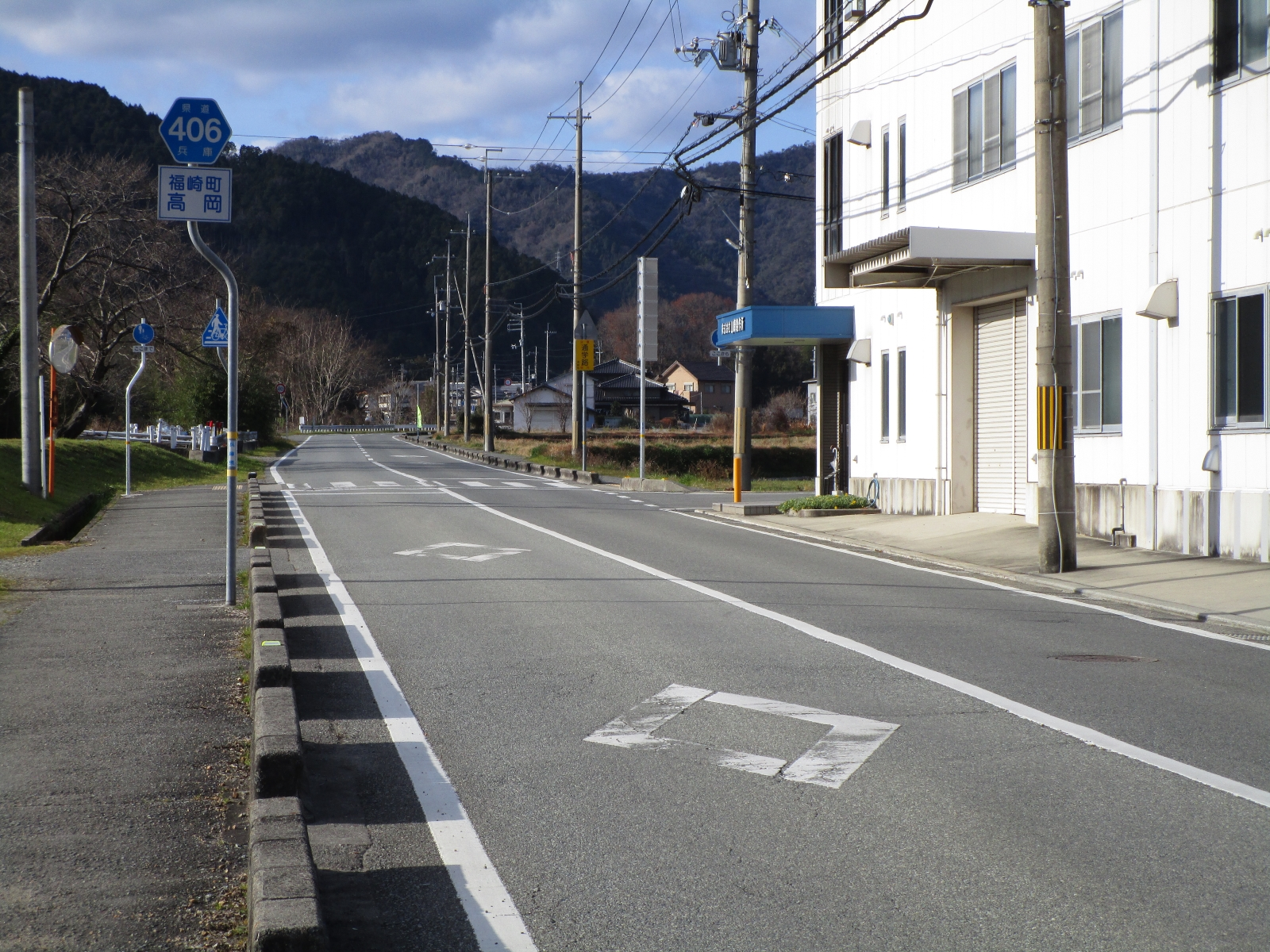
兵庫県道406号田口福田線

### 通過する自治体
- 神崎郡福崎町

### 交差する道路
| 交差する道路                           | 交差する場所 | 交差する場所     |
| -------------------------------------- | ------------ | ---------------- |
| 兵庫県道407号前之庄市川線 重複区間起点 | 高岡         |                  |
| 兵庫県道407号前之庄市川線 重複区間終点 | 高岡         | 長野橋北詰交差点 |
| 兵庫県道405号甘地福崎線                | 福田         | 終点             |

### 交差する鉄道
- 播但線

### 沿線
- 福崎町立高岡小学校
- 兵庫県立福崎高等学校
- JR西日本播但線 福崎駅